# Ardisia rigida
Ardisia rigida är en viveväxtart som beskrevs av Wilhelm Sulpiz Kurz. Ardisia rigida ingår i släktet Ardisia och familjen viveväxter. Utöver nominatformen finns också underarten A. r. laevis.